# McLaren Sabre
La McLaren Sabre è una vettura sportiva progettata e costruita partire dal 2021 dalla casa automobilistica britannica McLaren Automotive, esclusivamente per il mercato statunitense in 15 esemplari.

## Descrizione
Presentata a dicembre 2020, la Sabre è prodotta dal reparto McLaren Special Operation (MSO) a Woking in Inghilterra. È commercializzato solo attraverso la concessionaria di Beverly Hills in California e omologata solo per gli Stati Uniti.
Il design è ispirato alla concept car McLaren Ultimate Vision Gran Turismo presentata nel 2017 e realizzata per il videogioco Gran Turismo Sport su console PlayStation 4.
A spingere la vettura c'è un motore V8 biturbo da 4.0 litri della Ricardo, che ha una potenza di 824 CV e 800 Nm, con la velocità massima di 218 mph (351 km/h). La McLaren afferma che la Sabre è la McLaren a due posti più veloce, poiché sia la F1 che la Speedtail sono entrambe a tre posti.
La vettura si caratterizza, oltre che per un kit aerodinamico specifico con alettone posteriore fisso, da colorazioni personalizzate per ogni esemplare che cambia tonalità in base all'esposizione e all'incidenza dei raggi solari.